# Černín
Černín (deutsch Czernin, auch Tschernin, Schirnin) ist eine Gemeinde in Tschechien. Sie liegt 15 Kilometer nördlich von Znojmo und gehört zum Okres Znojmo.

## Geographie

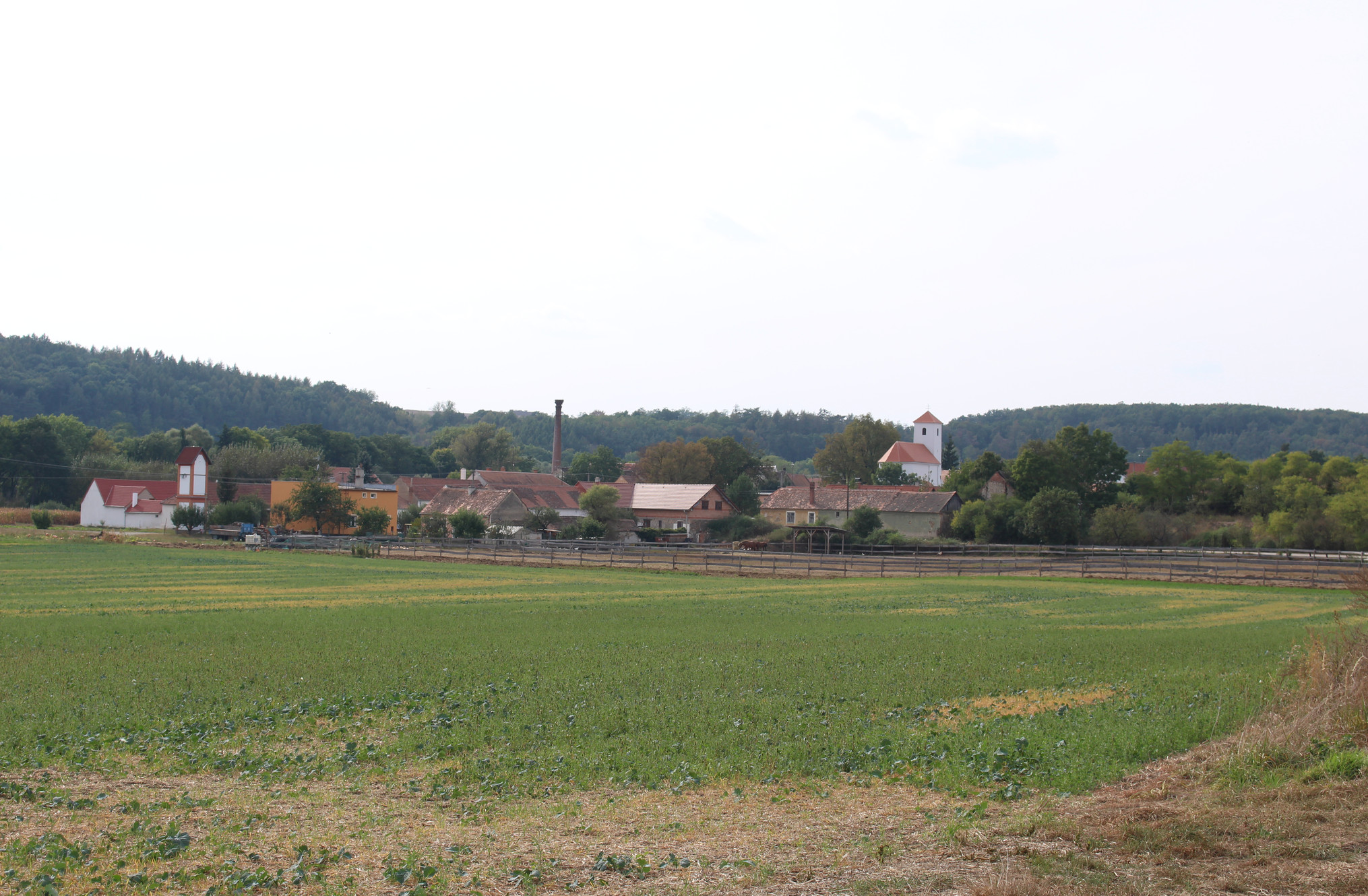
Ortsansicht

Černín befindet sich in der Jevišovická pahorkatina an der Jevišovka oberhalb der Einmündung des Kroužský potok.
Nachbarorte sind Slatina im Norden, Ratišovice im Nordosten, Stupešice im Osten, Vevčice im Südosten, Hluboké Mašůvky im Süden, Bojanovice im Südwesten, Jevišovice im Westen sowie Střelice im Nordwesten.

## Geschichte
Erstmals erwähnt wurde das Dorf im Jahre 1131 in einer Besitzurkunde der Kirche in Znaim über eine Hufe Land. Als Besitzer des Dorfes wurden 1255 Bohuněk und Ryšek von Černín genannt. Nachfolgend wechselten sich verschiedene Vladiken ab und der Besitz wurde zerstückelt. In der zweiten Hälfte des 13. Jahrhunderts stiftete die Äbtissin Elisabeth von Černín ihren Anteil dem neu gegründeten Klarissenkloster in Znaim. Zur Finanzierung des 1287 begonnenen Aufbaus der Klöster des hl. Antonius und der hl. Klara verkaufte der Orden 1295 Černín an Eliška, die Frau des Beneš von Wartenberg. In der zweiten Hälfte des 14. Jahrhunderts erwarb Boček von Kunstadt stückweise den Ort und schlug ihn 1367 seiner Herrschaft Jevišovice zu.
Nachdem mit dem Tode von Georg Zajímač von Kunstadt der Familienzweig im Mannesstamme erloschen war, fielen die Güter seiner
mit dem Oberstkämmerer Hynek Brtnický von Waldstein verheirateten Schwester Katharina zu. Diese setzte im Jahre 1600 ihren Vetter Karl II. von Münsterberg als Erben der Herrschaft ein. Ihm folgte 1617 sein Sohn Karl Friedrich von Münsterberg-Oels. Mit dem Tode von Karl Friedrich I. von Münsterberg-Oels erlosch 1647 die Linie Münsterberg der Herren von Podiebrad, die Herrschaft fiel seinem Schwiegersohn Silvius Nimrod von Württemberg zu. Dieser trat die Herrschaft Jevišovice an Kaiser Ferdinand III. ab, um das Herzogtum Oels zu erhalten. 1649 kaufte der französische Marschall Jean-Louis Raduit de Souches die Herrschaft für 92.119 Rheinische Gulden. Nach dessen Tode im Jahre 1682 erbte sein jüngerer Sohn Karl Ludwig de Souches Jevišovice. 1686 errichtete er einen Familienfideikommiss, den sein Sohn Karl Joseph erbte. Dieser vererbte 1737 die Herrschaften Jevišovice und Plaveč seinen Töchtern Maria Anna und Maria Wilhelmina. Im Jahre 1743 kaufte Maria Wilhelminas Ehemann Johann Graf von und zu Ugarte die Herrschaft Jevišovice mit der Burg, dem Garten-Lusthaus und dem Städtchen Jevišovice sowie den Dörfern Střelice, Bojanovice, Černín, Vevčice, Únanov, Hluboké Mašůvky, Pavlice und den Pottaschehäusern für 206.000 Rheinische Gulden. 1756 erbten Ugartes sechs unmündige Kinder den Besitz. Im Erbvergleich von 1774 erhielt der zweitälteste Sohn, Oberstkanzler Aloys Graf von Ugarte († 1817) die inzwischen mit einem Wert von 480.159 Rheinische Gulden dotierte Herrschaft, 1829 trat sein Neffe und Haupterbe Joseph Graf von Ugarte das Erbe an. Im 18. Jahrhundert gab es Czernin einen Freihof, ein Bad und eine Feste. Letztere wurde 1826 im Zuge der Erweiterung der Meierhofsgebäude abgebrochen.
Im Jahre 1834 bestand das Dorf Czernin bzw. Černjn aus 59 Häusern mit 332 Einwohnern. Die mit drei Altären ausgestattete St. Katharina- und Jakobskirche unterstand als Tochterkirche der Pfarrei Jaispitz. Außerdem gab es im Ort einen obrigkeitlichen Meierhof und eine Excurrendo-Schule. Bis zur Mitte des 19. Jahrhunderts blieb Czernin der Allodialherrschaft Jaispitz untertänig. Am 17. Oktober 1841 brannte die Kirche aus, erst 1854 war sie wiederhergestellt.
Nach der Aufhebung der Patrimonialherrschaften bildete Černín / Czernin ab 1849 eine Gemeinde im Gerichtsbezirk Znaim. 1868 wurde die Gemeinde Teil des Bezirkes Znaim. Die Grafen Ugarte hielten die Grundherrschaft Jaispitz bis 1879. Nach dem Tode von Maximilian Graf Ugarte teilten seine Schwestern Gabriela Lovatelli und Anna Baltazzi 1879 den Besitz. 1897 kaufte der Wiener Bankier und Großgrundbesitzer Robert Simon Freiherr Biedermann von Túrony (ein Enkel von Michael Lazar Biedermann, 1849–1920) die Grundherrschaft Jaispitz. Im Jahre 1900 hatte Černín 382 Einwohner. 1916 erwarb der Wiener Industrielle Wilhelm Ritter Ofenheim von Ponteuxin die Grundherrschaft Jaispitz. Nach dem Münchner Abkommen von 1938 blieb Černín bei der Tschechoslowakei und wurde dem Okres Moravské Budějovice zugeordnet. Nach Kriegsende kam die Gemeinde wieder zum Okres Znojmo zurück.

## Gemeindegliederung
Für die Gemeinde Černín sind keine Ortsteile ausgewiesen. Zu Černín gehören die Einschichten Hrázský Mlýn und Korýtský Mlýn.

## Sehenswürdigkeiten

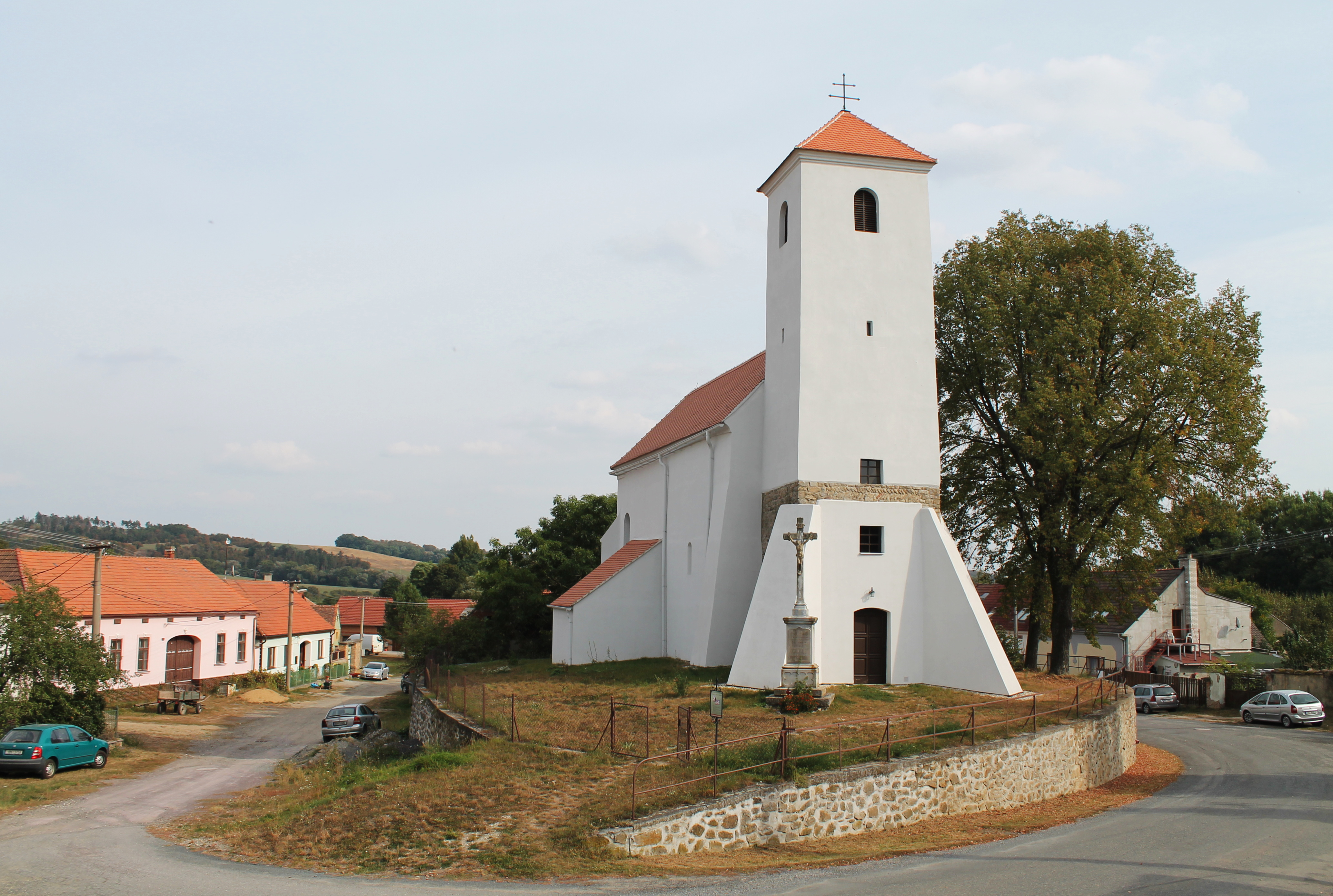
Dorfplatz mit Kirche Jakobus des Älteren

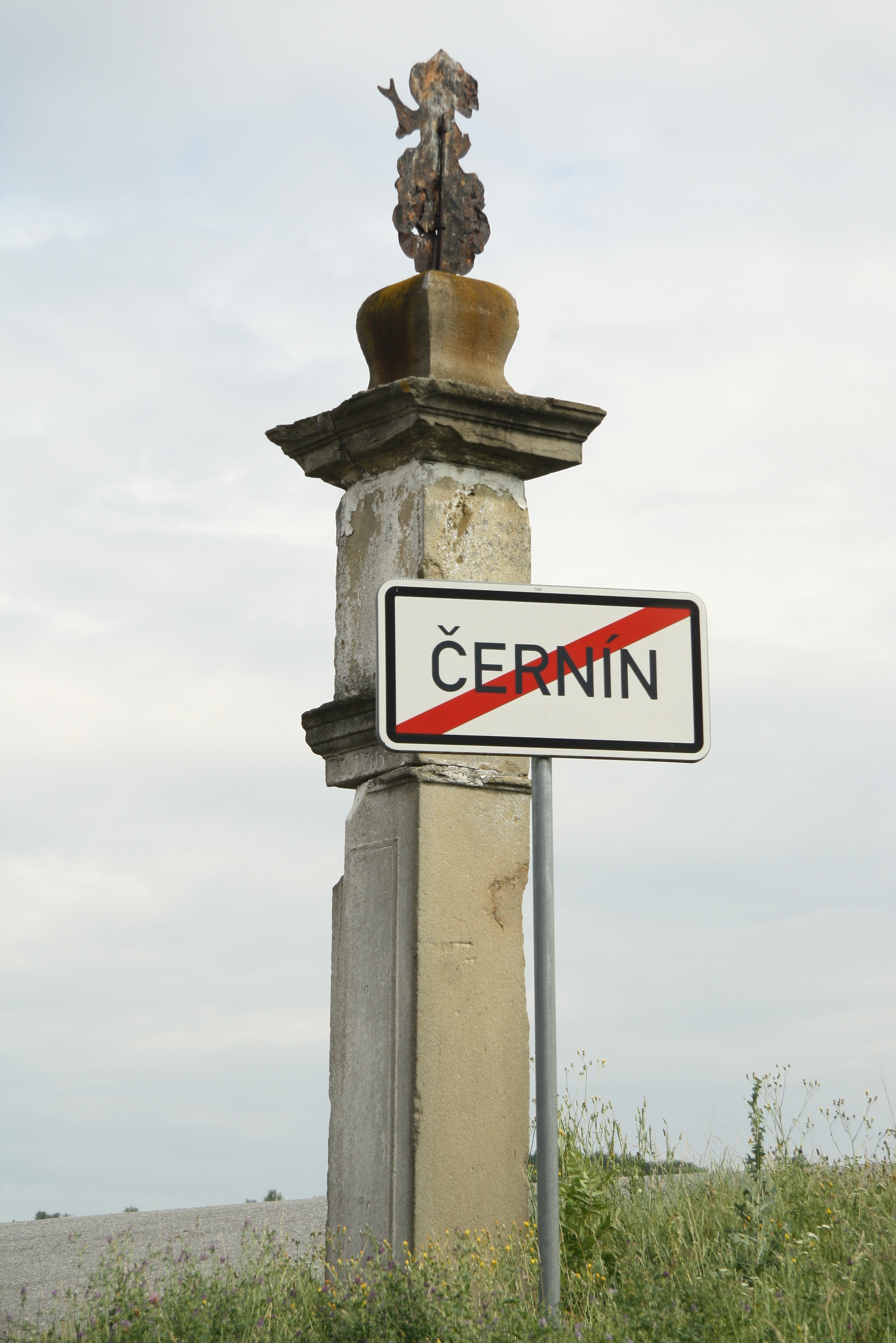
Marterl

- Kirche Jakobus des Älteren, errichtet nach 1150
- Marterlsäule, errichtet zu Beginn des 18. Jahrhunderts